# Phygadeuon excavatus
Phygadeuon excavatus là một loài tò vò trong họ Ichneumonidae.